# 7107 Islands Cruise
Die 7107 Islands Cruise war ursprünglich eine Mittelmeerfähre, die 1989 zum Kreuzfahrtschiff umgebaut wurde. Das Schiff trug mehrere Namen, die durch geänderte Eigentumsverhältnisse und Charterverträge begründet sind. Ihr erster Name war Vicente Puchol mit dem Namensgeber Vincente Puchol Montis, der von 1965 bis 1967 Bischof von Santander war.

## Geschichte
Das Schiff wurde als Mittelmeerfähre Vincente Puchol von Unión Naval de Levante in Valencia (Spanien) für Compañía Transmediterránea gebaut, an die sie am 8. Januar 1969 ausgeliefert wurde. Sie war das Schwesterschiff der Antonio Lazaro und wurde wie diese im Fähr-Liniendienst eingesetzt. Die Vincente Puchol war jedoch schon nach wenigen Jahren zu klein und wurde 1983 zum Verkauf ausgeschrieben. Das Schiff war bis 1985 weiter bei Transmediterránea im Einsatz. Die zypriotische Sol Lines stiegen 1985 in Verhandlungen ein, traten jedoch kurz vor Vertragsabschluss zurück.
1987 erfolgte der Verkauf an Attica Shipping, Piräus und die Umbenennung in Arkadia (griechische Schreibweise). Zwei Jahre später erfolgte der Umbau zum Kreuzfahrtschiff für 256 Passagiere und die Umbenennung in Arcadia (englische Schreibweise). Nur kurze Zeit danach wurde die Arcadia von StarLauro Cruises gechartert, die das Schiff in Angelina Lauro umbenannte und bis 1991 für Kreuzfahrten von Venedig aus in der Adria und der Ägäis einsetzte. Dieselbe Reederei betrieb die 1985 entführte Achille Lauro.
Ab 1991 wurde das Schiff, wieder unter dem alten Namen Arcadia, von Attika Shipping in der Ägäis betrieben. Von 1997 bis 2002 erfolgte der Betrieb unter der von Attika Shipping und Dolphin Hellas Shipping gemeinschaftlich betriebenen Golden Sun Cruises. Danach wurde das in Caribic Star umbenannte Schiff bis 2005 von Anaconda Maritime betrieben. Unter dem neuen Namen Coco Explorer 2 wurde das Schiff bis 2006 von C&C Marine aus Kopenhagen, danach bis 2008 von Inluck International Cruises betrieben.
2008 wurde das Schiff von 7107 Islands Travel übernommen, in 7107 Islands Cruise umbenannt und in den Philippinen eingesetzt. Im Juni 2009 wurde das Schiff im Hafen von Manila von den philippinischen Zoll- und Steuerbehörden mit der Begründung, dass Einfuhrzölle und Steuern nicht bezahlt worden wären, beschlagnahmt.